# 根室市歴史と自然の資料館
根室市歴史と自然の資料館（ねむろしれきしとしぜんのしりょうかん）は、北海道根室市にある資料館である。2004年10月創立。根室市とその周辺の歴史、自然資料の収集、保管、展示を行っている。建物は、レンガ造りで1942年に大湊海軍通信隊根室分遣所として建設されたものである。前身は1990年開設の「根室市郷土資料保存センター」。

## 概要
- 住所：〒087-0032 北海道根室市花咲港209
- 開館時間：火曜日 - 日曜日（9時30分 - 16時30分）[3]
- 休館日：月曜日・国民の休日・年末年始
- 入館料：無料

## 近隣の施設
- 根室市立花咲港小学校
- 花咲港区